# Szupin

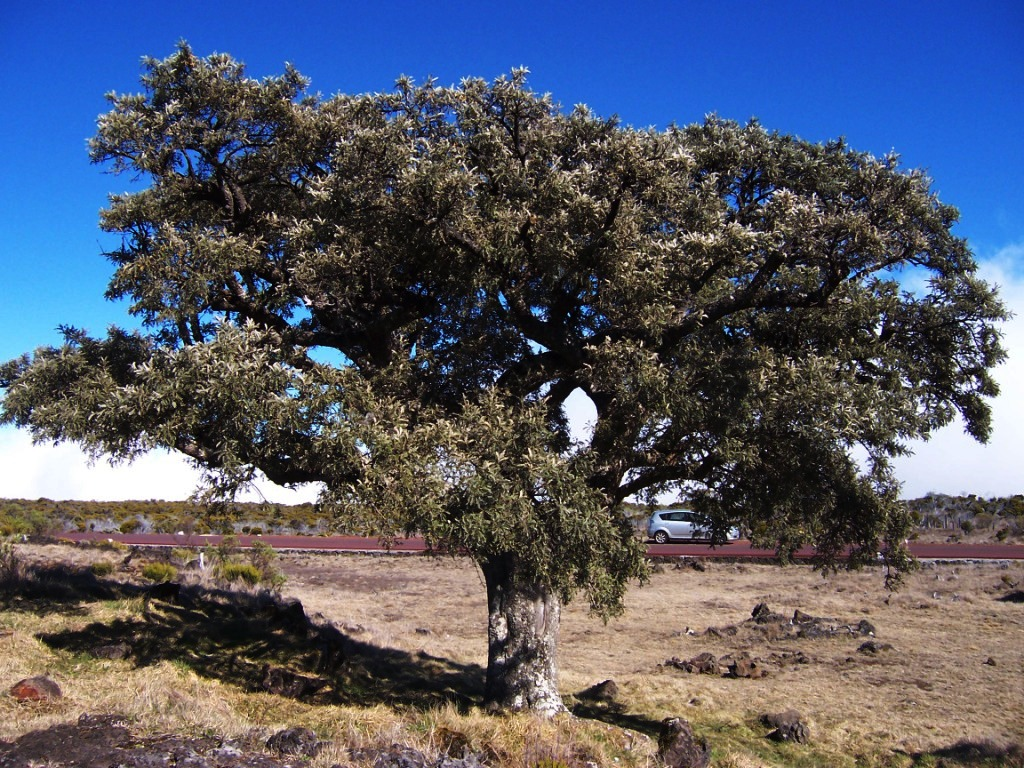
Sophora denudata

Szupin, sofora, perełkowiec (Sophora L.) – rodzaj roślin należących do rodziny bobowatych, do podrodziny bobowate właściwe. Obejmuje 61 gatunków. Rodzaj jest szeroko rozprzestrzeniony w strefie międzyzwrotnikowej oraz na obszarach o ciepłym klimacie stref umiarkowanych na obu półkulach, z centrum zróżnicowania w Indiach, Chinach i Indochinach. W Europie południowo-wschodniej występują dwa gatunki, w Nowej Zelandii – 5. Pojedyncze gatunki rosną naturalnie w Afryce, liczne zostały tam introdukowane. W Europie i Azji Środkowej rosną rośliny zielne z tego rodzaju. Na Nowej Zelandii i w Chile dominują gatunki żółto kwitnące, a na pozostałych obszarach – biało i niebiesko.
Liczne gatunki uprawiane są jako ozdobne. Niektóre używane są jako lecznicze lub z powodu właściwości toksycznych jako insektycydy. Wiele gatunków dostarcza cenionego drewna. Korzenie S. nuttalliana są żute dla ich słodkiego smaku. S. toromiro było jedynym gatunkiem dostarczającym drewna użytecznego do budownictwa na Wyspie Wielkanocnej. W 1917 został jeden okaz z powodu nadmiernej eksploatacji, a w 1962 gatunek na wyspie wyginął. Przetrwał dzięki okazom zielnikowym zebranym przez Thora Heyerdahla, z których pozyskano nasiona i namnożono w ogrodach botanicznych, przywracając z czasem gatunek także na wyspę, z której pochodzi.

## Morfologia

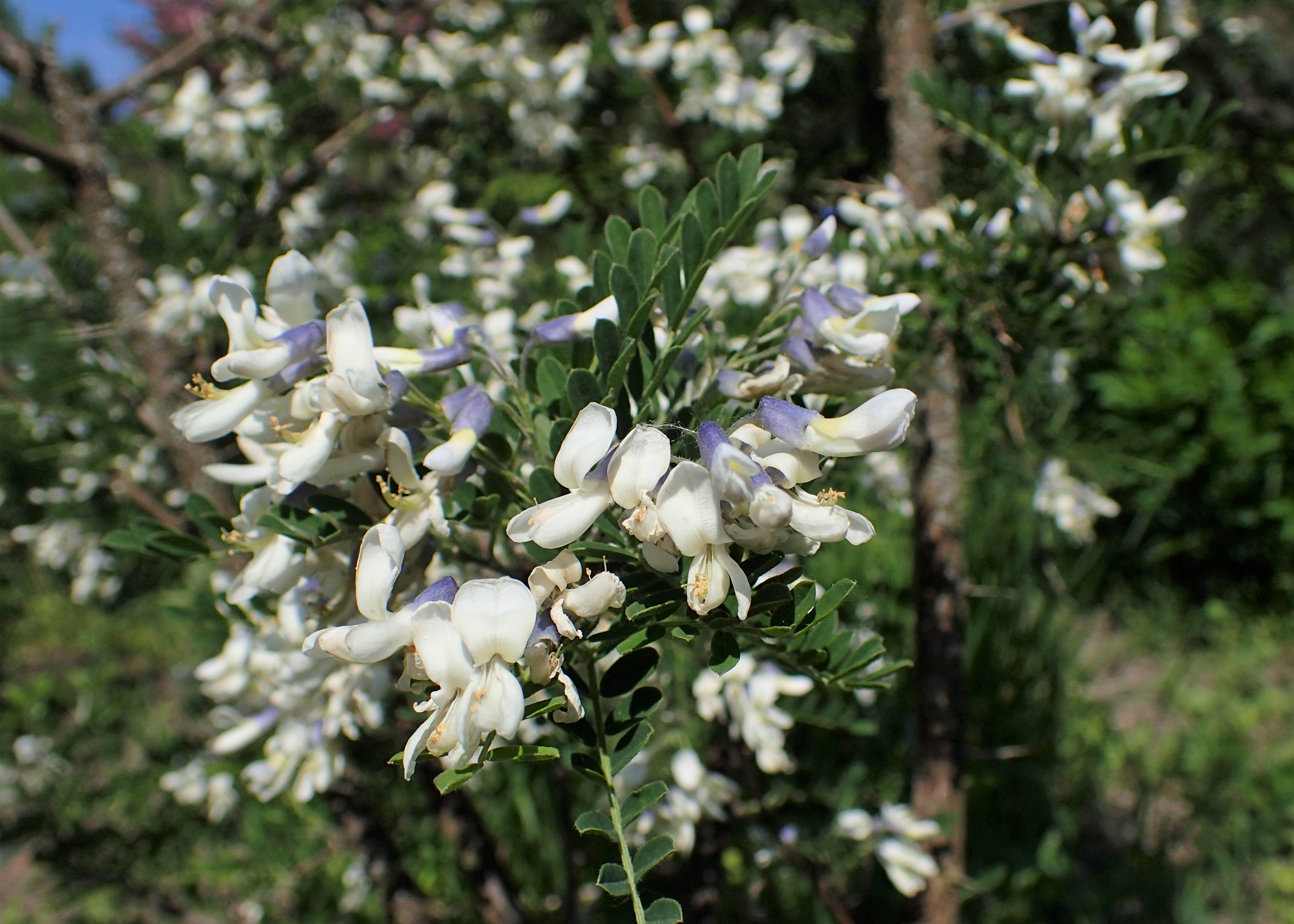
Sophora davidii

PokrójKrzewy i drzewa do 30 m wysokości, rzadziej także półkrzewy i byliny.
LiścieSezonowe lub zimozielone, skrętoległe, bez lub z przylistkami. Blaszka nieparzysto pierzasto złożona. Listków jest od 5 do 43 i osadzone są one mniej lub bardziej naprzeciwlegle na osi liścia. Blaszki listków są całobrzegie.
KwiatyZebrane w grona, czasem rozgałęzione lub silnie skrócone, wyrastające na końcach pędów lub w kątach liści. Kwiaty motylkowe, białe, żółte, niebieskie do fioletowych. Kielich dzwonkowaty, z 5 ząbkami. Pręcików 10, o nitkach zrastających się u nasady lub wolnych. Słupek pojedynczy, z jednego owocolistka, z górną, gęsto owłosioną zalążnią zawierającą 1–5 zalążków, z szyjką słupka zwieńczoną drobnym, główkowatym znamieniem.
OwoceStrąki mięsiste lub skórzaste, zwężające się między nasionami i często rozpadające się na jednonasienne segmenty. Nasiona w liczbie od jednego do wielu, kulistawe do eliptycznych, jasnoczerwone do czarnych.

## Systematyka
Pozycja systematyczna
Jeden z rodzajów plemienia Sophoreae z podrodziny bobowatych właściwych (Faboideae) z rodziny bobowatych (Fabaceae). W dawniejszych ujęciach rodzaj obejmował liczniejsze gatunki, które zostały wyodrębnione do osobnych rodzajów (perełkowiec Styphnolobium, Calia), których tylko odległe pokrewieństwo potwierdziły badania molekularne.
Wykaz gatunków
- Sophora albescens (Rehder) C.Y.Ma
- Sophora albopetiolulata Leonard
- Sophora alopecuroides L.
- Sophora bakeri C.B.Clarke ex Prain
- Sophora benthamii Steenis
- Sophora brachygyna C.Y.Ma
- Sophora cassioides (F.Phil.) Sparre
- Sophora chathamica Cockayne
- Sophora chrysophylla (Salisb.) Seem.
- Sophora davidi (Franch.) Skeels
- Sophora denudata Bory
- Sophora dunii Prain
- Sophora exigua Craib
- Sophora fernandeziana (Phil.) Skottsb.
- Sophora flavescens Aiton
- Sophora franchetiana Dunn
- Sophora fraseri Benth.
- Sophora fulvida (Allan) Heenan & de Lange
- Sophora gibbosa (DC.) Yakovlev
- Sophora godleyi Heenan & de Lange
- Sophora howinsula (W.R.B.Oliv.) P.S.Green
- Sophora huamotensis Mattapha, Suddee & Rueangr.
- Sophora inhambanensis Klotzsch
- Sophora interrupta Bedd.
- Sophora jaubertii Spach
- Sophora koreensis Nakai
- Sophora leachiana M.E.Peck
- Sophora lehmannii (Bunge) Yakovlev
- Sophora linearifolia Griseb.
- Sophora longicarinata G.Simpson & J.S.Thomson
- Sophora longipes Merr.
- Sophora macnabiana (Graham) Skottsb.
- Sophora macrocarpa Sm.
- Sophora mangarevaensis H.St.John
- Sophora masafuerana (Phil.) Skottsb.
- Sophora microcarpa C.Y.Ma
- Sophora microphylla Aiton
- Sophora mollis (Royle) Graham ex Baker
- Sophora molloyi Heenan & de Lange
- Sophora moorcroftiana (Benth.) Benth. ex Baker
- Sophora nuttalliana B.L.Turner
- Sophora oblongata P.C.Tsoong
- Sophora pachycarpa Schrenk ex C.A.Mey.
- Sophora praetorulosa P.T.Li
- Sophora prostrata Buchanan
- Sophora raivavaeensis H.St.John
- Sophora rapaensis H.St.John
- Sophora reedeana (Phil.) Yakovlev
- Sophora saxicola Proctor
- Sophora songarica Schrenk
- Sophora stenophylla A.Gray
- Sophora tetraptera J.S.Muell.
- Sophora tomentosa L.
- Sophora tonkinensis Gagnep.
- Sophora toromiro (Phil.) Skottsb.
- Sophora velutina Lindl.
- Sophora violacea Thwaites
- Sophora wightii Baker
- Sophora xanthoantha C.Y.Ma
- Sophora yunnanensis C.Y.Ma
- Sophora zeylanica Trimen